# Anthophora quadrimaculata
{{Bảng phân loại
| image caption =
| regnum = Animalia 
| phylum = Arthropoda 
| classis = Insecta 
| ordo = Hymenoptera
| familia = Apidae
| subfamilia = Apinae
| tribus = Anthophorini
| genus = Anthophora
| species = A. quadrimaculata
| binomial = Anthophora quadrimaculata
| binomial_authority = Panzer, 1798
| species = A. quadrimaculata là một loài Hymenoptera trong họ Apidae. Loài này được Panzer mô tả khoa học năm 1798.